# Nuaillé-d'Aunis

Nuaillé-d'Aunis este o comună în departamentul Charente-Maritime, Franța. În 1 ianuarie 2022 avea o populație de 1.259 de locuitori.